# Барон Стратклайд

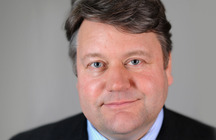
Томас Галлоуэй Данлоп дю Рой де Блики Гэлбрейт, 2-й барон Стратклайд (род. 1960)

Барон Стратклайд — наследственный титул, созданный дважды в системе Пэрства Соединённого королевства. Впервые титул был создан 15 января 1914 года для политика и судьи Александра Юра (1853—1928), который получил титул барона Стратклайда из Сандифорда в графстве Ланарк. Он был депутатом Палаты общин от Линлитгоушира (1895—1913), занимал должности генерального солиситора Шотландии (1905—1909), лорда-адвоката (1903—1913) и лорда председателя Сессионного суда (1913—1920). После его смерти в 1928 году баронский титул прервался.
Вторично титул барона Стратклайда был создан 4 мая 1955 года для шотландского юнионистского политика Томаса Данлопа Гэлбрейта (1891—1985). Он был депутатом Палаты общин от Глазго Поллока (1940—1955), занимал должности заместителя министра по делам Шотландии (1945, 1951—1955) и министра по делам Шотландии (1955—1958). Он получил титул барона Стратклайда из Барскимминга в графстве Эйршир. Его старший сын, достопочтенный сэр Тэм Гэлбрейт (1917—1985), был депутатом Палаты общин от Глазго Хиллхэда (1948—1982), занимал должности заместителя министра по делам Шотландии (1951—1955), контролёра королевского двора (1954—1955), казначея королевского двора (1955—1957) и парламентского секретаря министерства транспорта (1963—1964).
По состоянию на 2024 год носителем титула являлся его внук, Томас Галлоуэй Данлоп дю Рой де Блики Гэлбрейт, 2-й барон Стратклайд (род. 1960), который сменил своего деда в 1985 году. Он был сыном достопочтенного сэра Томаса Гэлбрейта (1917—1982), старшего сына 1-го барона Стратклайда. Лорд Стратклайд является одним из девяноста избранных наследственных пэров, которые остались в Палате лордов после принятия Акта Палаты лордов 1999 года. 2-й лорд Стратклайд — капитан Корпуса офицеров почётного эскорта (1994—1997), лидер Консервативной партии в Палате лордов (1998—2013), лидер оппозиции в Палате лордов (1998—2010), лидер Палаты лордов (2010—2013), канцлер герцогства Ланкастерского (2010—2013).

## Бароны Стратклайд, первая креация (1914)
- 1914—1928: Александр Юр, 1-й барон Стратклайд (22 февраля 1853 — 2 октября 1928), сын Джона Ура (ум. 1901)[1].

## Бароны Стратклайд, вторая креация (1955)
- 1955—1985: Томас Данлоп Гэлбрейт, 1-й барон Стратклайд (20 марта 1891 — 12 июля 1985), второй сын Уильяма Броди Гэлбрейта (1855—1945)[2];
- 1985 — настоящее время: Томас Галлоуэй Данлоп дю Рой де Блики Гэлбрейт, 2-й барон Стратклайд (род. 2 февраля 1960), внук предыдущего[3];
  - Наследник титула: Достопочтенный Чарльз Уильям дю Рой де Блики Гэлбрейт (род. 20 мая 1962), младший брат предыдущего[4];
    - Наследник наследника: Хамфри Элдред Галлоуэй Гэлбрейт (род. 2 ноября 1994), старший сын предыдущего[5].